# فرمول‌های کودر-ریچاردسون
در روان‌سنجی، فرمول‌های کودر-ریچاردسون، که اولین بار در سال ۱۹۳۷ در یک مقاله معرفی شدند، روشی برای ارزیابی پایایی یا تجانس درونی برای آزمون‌های دارای گزینه‌های دوگانه هستند. این فرمول‌ها توسط فردریک کودر و ماریون وبستر ریچاردسون تدوین شدند.

## فرمول ۲۰ کودر – ریچاردسون (KR-20)
دلیل نام‌گذاری این فرمول آن است که این بیستمین فرمولِ مورد بحث در مقالهٔ مهمِ کودر و ریچاردسون در مورد پایایی آزمون است.
این فرمول، موردی خاص از آزمون کرونباخ آلفا است که برای نمره‌های دوگانه محاسبه می‌شود. گفته می‌شود ضریب بالای KR-20 (مثلاً بیش از ۰٫۹۰) آزمونِ همگن را نشان می‌دهد. با این حال، مانند کرونباخ آلفا، همگنی (یعنی تک‌بعدی بودن) در واقع پیش‌فرضِ ضریبِ پایایی است، نه نتیجهٔ آن. به عنوان مثال، داشتن KR-20 بالا در مقیاس چند بعدی، به ویژه با تعداد گویه‌های بالا، امکان‌پذیر است.
مقادیر این فرمول می‌تواند از ۰٫۰۰ تا ۱٫۰۰ باشد (که بعضاً به‌صورت ۰ تا ۱۰۰ بیان می‌شود) و مقادیر بالاتر نشان می‌دهد که آزمون احتمالاً با صورت‌های جایگزین خود همبستگی دارد (یک ویژگی مطلوب). KR-20 ممکن است تحت تأثیر دشواری آزمون، پراکندگی نمرات و طول مدت بررسی قرار گیرد.
در مواردی که نمرات معادل تاو نیستند (به عنوان مثال وقتی آزمون همگن وجود ندارد و آزمون دارای دشواری رو به افزایش است)، KR-20 نشانه مرز پایینی تجانس داخلی (پایایی) است.
فرمول KR-20 برای آزمونی با تعداد K گویه با شماره‌گذاری i = ۱ تا K است.
{\displaystyle r={\frac {K}{K-1}}\left[1-{\frac {\sum _{i=1}^{K}p_{i}q_{i}}{\sigma _{X}^{2}}}\right]}
که در آن p i نسبت پاسخ‌های صحیح به گویه i است، q i نسبت پاسخ‌های نادرست به گویه i است (به طوری که p i + q i = ۱)، و واریانس مخرج عبارت است از:
{\displaystyle \sigma _{X}^{2}={\frac {\sum _{i=1}^{n}(X_{i}-{\bar {X}})^{2}\,{}}{n}}.}
که در آن n اندازه کل نمونه است.
اگر استفاده از عملگرهای نااریب مهم است، باید مجموع مربع‌ها بر درجه آزادی تقسیم شود (n - 1) و احتمالات در مقدار زیر ضرب شود:
{\displaystyle {\frac {n}{n-1}}}

## فرمول ۲۱ کودر-ریچاردسون (KR-21)
معمولاً فرمول ۲۱ کودر-ریچاردسون همراه با فرمول ۲۰ مورد بحث قرار می‌گیرد. KR-21 یک نسخه ساده‌شده از KR-20 است که می‌تواند در صورت برابر بودن دشواری همه گویه‌ها در آزمون مورد استفاده قرار گیرد. این فرمول هم مانند فرمول ۲۰، اولین بار به عنوان بیست و یکمین فرمول مطرح شده در مقاله کودر و ریچاردسون در سال ۱۹۳۷ معرفی شد.
فرمول KR-21 به صورت زیر است:
{\displaystyle r={\frac {K}{K-1}}\left[1-{\frac {K*p(1-p)}{\sigma _{X}^{2}}}\right]}
مثل فرمول ۲۰، در اینجا هم K برابر با تعداد گویه‌ها است. سطح دشواری گویه‌ها (p) برای هر گویه یکسان فرض می‌شود. با این حال، در عمل، KR-21 را می‌توان با یافتن میانگین دشواری گویه در کل آزمون هم به کار برد. KR-21 گرایش به برآورد محافظه‌کارانه‌تری از پایایی نسبت به KR-20 دارد که به نوبه خود برآورد محافظه‌کارانه‌تری نسبت به کرونباخ آلفا است.